# Chris Ritter
Christopher Jay Ritter (* 29. Oktober 1990 in Winnetka) ist ein US-amerikanischer Fußballspieler, der meist als Mittelfeldspieler eingesetzt wird. Er steht derzeit bei Chicago Fire unter Vertrag.

## Karriere

### Jugend und Amateurfußball
Ritter spielte während seiner Zeit  an der Northwestern University für die Fußballmannschaft seiner Universität, den Northwestern Wildcats. In 82 Spielen für die Wildcats erzielte er 15 Tore und bereitete 14 weitere vor. Zur selben Zeit spielte er außerdem in der Premier Development League für die Chicago Fire U-23. Dort absolvierte er neun Spiele.

### Vereinskarriere
Am 13. Januar 2014 unterzeichnete Ritter einen Vertrag nach der Homegrown Player Rule beim MLS-Franchise Chicago Fire. Sein Profidebüt absolvierte er am 1. Juni 2014 beim 1:1-Unentschieden gegen Los Angeles Galaxy.